# Akaa
Akaa é uma cidade em Pirkanmaa, Finlândia. Foi criada em 1º de janeiro de 2007, quando as cidades Toijala e Viiala foram unificadas.
Apesar da cidade ser nova, há uma longa tradição enquanto comunidade. As antigas cidades de Toijala e Viiala compartilham de uma ampla história comum. As comunidades foram unidas e dividas, e as fronteiras da região foram redesenhadas várias vezes no passado.
Como a força e os desafios dessas duas cidades eram similares eles decidiram fundir-se e prosseguir como uma nova cidade.
Há ferrovias em Toijala e Viiala, e a auto-estrada é próxima ao centro das duas cidades. Tampere e Hämeenlinna estão há vinte minutos e leva-se uma hora e cinquenta minutos para chegar a Helsinki e Turku.

## Informações Gerais
Área de aproximadamente 115 km² (44,27 milhas²) sendo que 12,5 km² (4,8 milhas²) são água. Localizada ao sul da região de Pirkanmaa, na província da Finlândia Ocidental.

### Distâncias
40 km de Tampere, 40 km de Hämeenlinna, 140 km de Helsinki e 120 km de Turku.

### Municípios vizinhos
Valkeakoski, Kylmäkoski, Lempäälä e Vesilahti.

### Tamanho populacional
14.217 habitantes (30 de junho de 2009)

### Densidade populacional
139,15 habitantes por km² (360,4 por milha²).